# Negacionismo da VIH/SIDA

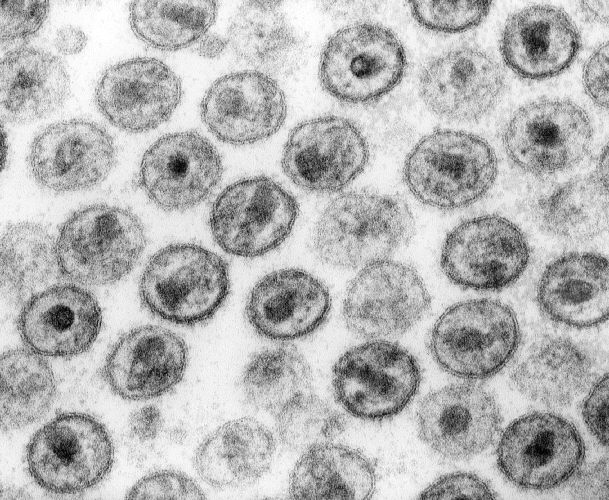
Fotografia microscópica do vírus da imunodeficiência humana. O negacionismo VIH/SIDA contesta a existência deste vírus e de que provoque SIDA.

O negacionismo VIH/SIDA (português europeu) ou AIDS (português brasileiro) é a crença, desmentida por evidências médicas e científicas conclusivas, de que o vírus da imunodeficiência humana (VIH) não provoca síndrome da imunodeficiência adquirida (SIDA). Alguns negacionistas rejeitam a própria existência do VIH, enquanto outros aceitam que o VIH existe, mas alegam que é apenas um vírus passageiro inofensivo que não provoca SIDA. Os negacionistas que reconhecem a existência da SIDA enquanto doença atribuem a sua causa a alguma combinação de comportamento sexual, drogas recreativas, desnutrição, más condições de saneamento, hemofilia ou aos efeitos dos fármacos usados no tratamento de infeções por VIH.
O consenso científico é de que as evidências que mostram que o VIH é a causa da SIDA são conclusivas e de que as alegações negacionistas da SIDA são pseudociência baseada em teorias da conspiração, argumentação falaciosa, manipulação de dados e má interpretação de dados científicos na sua maioria obsoletos. Após a rejeição destes argumentos pela comunidade científica, o material negacionista da SIDA é atualmente dirigido a audiências menos informadas e disseminado principalmente pela internet.
Apesar da falta de aceitação científica, o negacionismo VIH/SIDA teve um impacto significativo em determinados países, principalmente na África do Sul durante a presidência de Thabo Mbeki. Tanto médicos como cientistas alertam para o elevado custo de vidas humanas provocado pelo negacionismo da SIDA, o qual desincentiva os seropositivos a procurar tratamentos eficazes. Os investigadores de saúde pública atribuíram a morte de 330 000 a 400 000 pessoas, assim como novas 171 000 infeções por VIH e 35 000 infeções em crianças, ao apoio que o governo sul-africano deu ao negacionismo da SIDA.